# Francisco Cabello
Francisco Cabello Luque (* 20. Mai 1969) ist ein ehemaliger spanischer Radrennfahrer.
Seinen größten Erfolg feierte Francisco Cabello schon früh in seiner langen Karriere. 1992 siegte er im Memorial Manuel Galera. 1994 gewann er die vierte Etappe der Tour de France auf dem Weg von Dover nach Brighton in Großbritannien. Er fuhr lange Zeit für das spanische Traditions-Team Kelme-Costa Blanca. 2002 konnte er die Gesamtwertung der Mallorca Challenge für sich entscheiden und 2005 gewann er die Ruta del Sol. In der Saison 2006 fuhr Cabello für das Professional Continental Team Andalucía-Paul Versan.
1994 wurde Cabello während der Mallorca-Rundfahrt positiv auf Nandrolon getestet und anschließend gesperrt.

## Palmarès
1994
- eine Etappe Tour de France

2000
- Mallorca Challenge

2002
- Mallorca Challenge

2005
- Ruta del Sol